# Acetaldehid
L'etanal o acetaldehid és un compost orgànic de fórmula CH₃CHO. És un líquid volàtil, incolor i amb olor característica, lleugerament afruitada. És un dels aldehids més importants i es dona de manera natural, tot i que també es produeix a gran escala industrialment. Trobem acetaldehid de manera natural al cafè, el pa i els fruits madurs, ja que les plantes el produeixen dins del seu metabolisme normal.

## Dades fisicoquímiques
- Límits d'explosibilitat: 4 - 57% Vol en aire
- Concentració màxima permesa en llocs de treball: 50 ppm (90 mg/m³)

## Síntesi
Tècnicament s'obté l'etanal per hidratació de l'acetilè en presència de sals de mercuri (II):
H₂O + HC≡CH → CH₃CHO
Al laboratori es pot obtenir a partir de l'oxidació de l'etanol.

## Història
L'etanal va ser sintetitzat per primera vegada el 1782 per Carl Wilhelm Scheele mitjançant l'oxidació d'etanol amb Diòxid de manganès (MnO₂). La seva fórmula va ser esbrinada per Justus von Liebig el 1835, qui li va donar el nom d'acetaldehid.

## Aplicacions
En presència d'àcids l'acetaldehid forma oligòmers. El trímer (paraldehid) ha estat usat com somnífer. El tetràmer es fa servir com combustible sòlid.
L'etanal és un producte de partida per obtenir plàstics, pintures, laques, en la indústria del cautxú, del paper i del cuir. També es fa servir com conservant en carns i altres productes alimentaris.

## Toxicologia
L'oxidació de l'etanol a etanal en el cos humà es considera com el primer factor per l'aparició de la ressaca després de beure alcohol. L'etanal es transforma en greix a l'abdomen (panxa de cerveser).